# کوین دیکسون (بازیکن فوتبال، زاده۱۹۸۰)
کوین دیکسون (انگلیسی: Kevin Dixon؛ زادهٔ ۲۷ ژوئن ۱۹۸۰) بازیکن فوتبال اهل بریتانیا است.
از باشگاه‌هایی که در آن بازی کرده‌است می‌توان به باشگاه فوتبال بارنزلی، باشگاه فوتبال دونکستر راورز، باشگاه فوتبال یورک سیتی و باشگاه فوتبال لیدز یونایتد اشاره کرد.